# Локшин, Михаил Арнольдович
Михаи́л Арнольдович Ло́кшин (англ. Michael Lockshin; род. 1981, США) — российский и американский кинорежиссёр и сценарист.

## Биография
Михаил Локшин родился в США, в семье партийных функционеров Компартии США Арнольда и Лорен Локшиных, впоследствии получивших политическое убежище в СССР. В 2003 году окончил факультет психологии МГУ. C 2007 года снимает рекламу и клипы, получившие многочисленные награды, в том числе на фестивале «Каннские львы» (Cannes Young Director’s Award). В числе известных рекламных работ ролик для «Сибирской короны» (2014) со слоганом «Вам есть чем гордиться» с Дэвидом Духовны, получивший всемирную известность.
Первый полнометражный фильм Локшина — историческая мелодрама «Серебряные коньки» (2020). Фильм стал первым русскоязычным полнометражным фильмом, вышедшим на Netflix под линейкой Netflix Originals, занимал первые строчки в мировых топ-10 Netflix. Он выиграл многочисленные призы на премиях «Золотой Орёл» (2021) и «Ника», в том числе приз за «лучший полнометражный фильм».
В 2020 году начал работу над новой экранизацией романа «Мастер и Маргарита», ранее известной как «Воланд». Фильм снимался с 2021 года и вышел на экраны 25 января 2024 года. Роль Воланда исполнил немецкий актёр Аугуст Диль.
27 февраля 2022 года Локшин выступил против вторжения России на Украину.

## Фильмография
| 2010 | Гвоздь                                                                | зелёная ✓ | зелёная ✓ |           | короткометражный            |
| 2012 | Astra, я люблю тебя. (Альманах. Новелла «Темная лошадка»).            | зелёная ✓ |           |           | короткометражный            |
| 2019 | Послеобеденное наслаждение (Дневное удовольствие / Afternoon Delight) | зелёная ✓ | зелёная ✓ | зелёная ✓ | короткометражный            |
| 2020 | Серебряные коньки                                                     | зелёная ✓ |           |           | первый полнометражный фильм |
| 2024 | Мастер и Маргарита                                                    | зелёная ✓ | зелёная ✓ |           |                             |